# 皆川妙子
皆川 妙子（みながわ たえこ、1950年8月18日 - ）は、日本の元女優。本名同じ。
東京都出身。杉野学園女子大学短期大学部中退。

## 来歴
宝仙学園高等学校在学中、モデルとしてスカウトされるが、家族の反対により断念する。大学進学とともにCMモデルとして活動後、1969年の映画『華麗なる闘い』出演を経て、1970年に東宝テレビ部に所属する。
1970年のテレビドラマ『アテンションプリーズ』に、ヒロインの紀比呂子が演じる美咲洋子のライバル役である香川妙子役でレギュラー出演。『アテンションプリーズ』当時のプロフィールでは「香川妙子の役は自分とは正反対で、最初は「あまりいじめないで」という手紙も来ましたが、最近は「妙子の立場になれば理解できます」という手紙も来るようになり、一生懸命この作品に取り組んでいます」と述べている。
『アテンションプリーズ』終了後は、『ワン・ツウ・アタック!』『光る海』などの青春ドラマを中心に活動した。
特技は、スキー、洋裁で、自身の服は自分でデザインして着用していた。

## 出演

### テレビドラマ
- 颱風とざくろ（1969年、NTV） - 皆川たえ子名義で出演。
- アテンションプリーズ（1970年 - 1971年、TBS） - 香川妙子
- ワン・ツウ・アタック!　→ レッツ・ゴー ミュンヘン!（1971年、12ch） - 小宮正美
- レモンの天使 第18話「インスタント美容師」（1972年、フジテレビ/東宝） - 美容師
- コートにかける青春（1971年 - 1972年、CX） - 高岡美津子
- 花王 愛の劇場 / 愛染椿（1972年、TBS）
- 飛び出せ!青春 第18話「俺に出来ないこともある!」（1972年、NTV） - 山口
- 泣くな青春　第9話「割れた鏡」（1972年、CX）
- 光る海（1972年 - 1973年、CX） - 浜中ミチ
- 愛の戦士レインボーマン 第32話「改造人間パゴラ」第47話「黒い星は呪いのマーク」（1973年、NET） - ロリータ[注釈 1]
- 荒野の用心棒 第34話「山峡の黄金に女豹が走って…」（1973年、NET）
- 高校教師 第18話「恋の終着駅」（1974年、12ch） - 杉田ゆう子
- 太陽にほえろ!（NTV）
  - 第63話「大都会の追跡」（1973年）- 前野妙子
  - 第111話「ジーパン・シンコ その愛と死」（1974年） - 会田の元婚約者・智子
  - 第127話「非情な斗い」（1974年） - 高井暎子
  - 第249話「嘘」（1977年） - 緒形幸江
- 鞍馬天狗 第4話「剣」（1974年、NTV）- 秀弥
- 俺たちの勲章 第18話「狂乱のロック」（1975年、NTV） - 原田智子
- たぬき先生騒動記（1976年、CX）
- 華麗なる刑事 第25話「さびた手錠」（1977年、CX） - 杉田美代子
- 大鉄人17 第9話「幻の超重砲『グスタフ』」・第10話「死なないで! 裏切りの父」（1977年、MBS）- 野村里江
- 横溝正史シリーズII「仮面舞踏会」（1978年、MBS） - 桜井熈子
- Gメン'75（TBS）
  - 第177話「結婚と離婚」（1978年） - 浅井カオル
  - 第212話「変質者」（1979年） - 若杉カズエ
- 特捜最前線 第108話「午前0時に降った死体」（1979年、ANB）
- 突然の明日（1980年、TBS） - 青木広子
- 炎の犬（1981年、NTV）

### 映画
- 華麗なる闘い（1969年、東宝） - お針子